# Les Gens qui doutent
Pistes de Comment je m'appelle
Clémence en vacances Thérèse
Les Gens qui doutent est une chanson d'Anne Sylvestre parue en 1977 dans l'album Comment je m'appelle.

## Historique
Les Gens qui doutent sort dans l'album Comment je m'appelle en 1977. La chanson est diffusée à la télévision le 19 novembre de la même année, dans l'émission Numéro un : Georges Brassens sur Antenne 2,.

## Thématique
Anne Sylvestre s'est exprimée sur l'origine de cette chanson : « Elle est née parce que je me trouvais aux prises avec des gens qui étaient remplis de certitudes et qui me cassaient les pieds. On continue sans cesse de me parler de cette chanson. Je n'aurais jamais imaginé qu'il y avait autant de personnes qui doutaient. J'aime bien faire des chansons pour rassurer les gens, les consoler. »
La chanson rend hommage aux personnes qui hésitent, prennent le temps de réfléchir et de se remettre en cause, et qui « passent pour des cons ». Elle leur reconnaît le mérite de s'opposer au confort des certitudes. Elle critique aussi ceux qui préfèrent la brutalité et récoltent les lauriers aux yeux du monde. « Les Gens qui doutent est dédiée aux discrets, aux laissés pour compte, aux oubliés de la grande et de la petite histoire, à ceux qui rasent les murs ». « Anne Sylvestre envoie ici valser les détenteurs de certitude et ce monde qui prône la performance en révérant les seconds couteaux et discrets. »

## Réception
Anne Sylvestre explique qu'elle a rarement interprété cette chanson dans les médias à l'époque de sa sortie : « Quand j’ai voulu chanter Les Gens qui doutent, on me l’a déconseillé parce qu’il y avait des gros mots dedans ». Par la suite, la chanson est devenue son titre le plus écouté, le plus souvent repris et chroniqué, jusqu'à provoquer l'irritation de son autrice face à cet engouement susceptible d'occulter le reste  de son répertoire.

## Reprises
Elle a été reprise en concert par Vincent Delerm, Jeanne Cherhal et Albin de la Simone, version sortie dans l'album Favourite Songs (2007). Depuis, Vincent Delerm l'a interprétée régulièrement sur scène et une fois à la télé. Jeanne Cherhal la reprend occasionnellement à la radio. 
Jorane la reprend également dans son album Une sorcière comme les autres (Mis, 2011), ainsi que Môrice Bénin, Christiane Stéfanski, Amélie-les-Crayons, Coline Rio, Cyril Mokaiesh ou encore Delphine Horvilleur dans une adaptation en hébreu. 
Elle est aussi interprétée par Ben Mazué en concert et à la radio depuis 2012.
Elle fait aussi partie de la bande originale du film Plaire, aimer et courir vite, de Christophe Honoré, sorti en 2018 et en sélection officielle du Festival de Cannes 2018 ainsi que du film Les Promesses, sorti en 2022.
On la retrouve dans le court-métrage Camille sans contact de Paul Nouhet en sélection officielle du Festival de Cannes 2020 avec l'actrice Lou Gala dans le rôle titre, qui interprète également cette chanson.
Elle figure aussi dans le deuxième seul en scène d'Alex Lutz créé en 2018 .
Elle est chantée dans le film Les Graines que l'on sème, de Nathan Nicholovitch, et en générique de fin du film Un autre monde, de Stéphane Brizé. On l'entend également dans les épisodes 5 et 8 de la série de Noé Debré et Benjamin Charbit Le Sens des choses diffusée en 2025 sur MaxTV.